# Yaakov Bodo
Yaakov (Yankele) Bodo (idiș: יענק'לה בודו, în ebraică: יעקב בודו, născut sub numele Iacob Bodoagă, la 28 martie 1931 la Ștefănești) este un actor israelian de teatru  și cinema de limbile idiș și ebraică, originar din România. S-a distins printr-un repertoriu teatral ebraic vast și variat, iar după anul 1975 s-a dedicat în special teatrului în limba idiș, din anul 1992 în cadrul Teatrului „Idișpil” din Tel Aviv. S-a făcut cunoscut în tinerețe , între altele, prin rolul Moișe Ventilator din comedia cu acelaș nume, după care s-a realizat și un film israelian în 1966. Bodo este laureatul Premiului Meir Margalit pentru întreaga sa activitate teatrală. 

## Biografie

### Anii de început
Născut la Ștefănești, Botoșani, în 1931, Yaakov Bodo a vorbit până la vârsta de 7 ani numai în idiș. După anii războiului al doilea mondial și ai dictaturii antonesciene, și-a făcut un debut artistic preliminar într-o trupă de divertisment a unui prieten, Tomi Herșcovici, din Botoșani. În anul 1950 a emigrat cu familia în Israel, stabilindu-se la Afula. Bunicii săi, care erau sioniști, au emigrat în 1934 în Palestina , stabilindu-se la Kfar Hassidim și la Kiryat Haroshet (în zilele noastre parte din Kiryat Tivon)

### Lansarea carierei artistice
La un an după venirea în Israel, Bodo s-a înrolat în armată, inițial în Brigada Golani. A încercat fără succes să fie primit în ansamblul de muzică și divertisment al unităților Nahal (Tineretul agricol combatant), singurul de acest fel care exista în acea vreme în armată. La audiție a recitat cu patos, căzând în genunchi („Cerule, cere pentru mine iertare!...”) poezia dramatică a lui Haim Nahman Bialik, „Al Hashhitá” (Despre măcel), pe care a învățat-o de la sergenta responsabilă cu activitățile culturale din brigada Golani. Dar nu a fost primit, sub pretext că nu mai sunt locuri. A fost totuși trimis în 1952 la Comandamentul de sud, unde a luat parte, împreună cu Albert Cohen și Avraham Tzivion la înființarea și conducerea ansamblului de muzică și divertisment al acestui comandament, în care au fost cooptate numeroase tinere talente venite, între altele, din România și Bulgaria. După dispersarea ansamblului în 1954, el a fost chemat să organizeze un ansamblu asemănător și în cadrul Comandamentului de nord.
El a condus această din urmă trupă vreme de trei ani și jumătate. 
În acea vreme el a lansat ]n mai 1955 personajul umoristic Moișe Ventilator, cu care a apărut ulterior, în viața civilă, pe scene de teatru, într-un spectacol care a devenit șlagăr (în cadrul Teatrului ebraic „Zirá” al lui Michael Almaz și Avraham Pashanel) și s-a jucat peste o mie de ori. În 1966 a jucat acest personaj și într-un film artistic.

### Activitatea teatrală în continuare

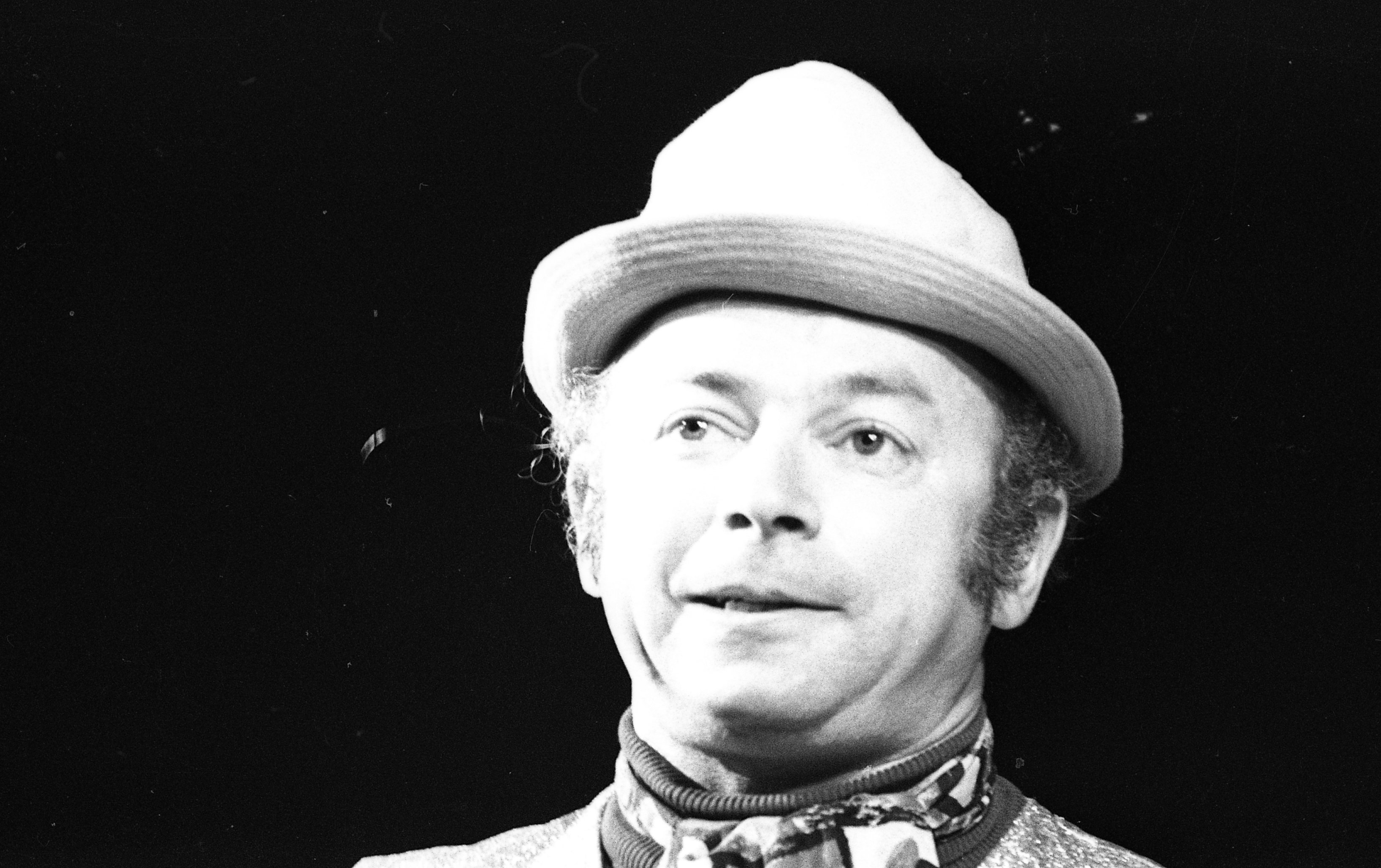
Bodo, 1969

#### În ebraică
După șase ani de serviciu militar (în termen și apoi ca angajat), Yaakov Bodo a jucat pe scenele a numeroase teatre ebraice din Israel, inclusiv Teatrul „Zirá”,Habima, Teatrul municipal Haifa, ca și în producții de teatru comerciale. Pe scena ebraică a luat parte la piesele „La Mandragola” de Machiavelli, „Finjan” (Ibricul) de Dan Ben Amotz și Haim Hefer, alături de Rika Zarai,„Švejk în al doilea război mondial” de Bertolt Brecht, pe scena teatrului „Zirá”. După închiderea acestui teatru
Bodo a jucat în cadrul Teatrului „Do-Re-Mi” de sub conducerea lui George Wahl personajul principal în comedia clasică evreiască a lui Avraham Goldfaden, „Cei doi Kuni Lemel” care s-a bucurat de un mare succes și a cunoscut 500 reprezentații. 
În 1961 la invitatia lui Yossi Milo, fondatorul Teatrului Kameri din Tel Aviv și a Teatrului municipal din Haifa, Bodo s-a alăturat trupei acestui din urmă teatru. Bodo a inaugurat scena acestui teatru cu rolul bețivului Sly în Îmblânzirea scorpiei de Shakespeare.Bodo a mai jucat pe scena Teatrului din Haifa, între altele în  și în rolul lui Bérenger din „Rinocerii” de Eugen Ionescu, Bottom din „Visul unei nopți de vară”, Herșale din „Herșele Ostopoler”, comedie inspirată de snoave populare al cărei erou era Herșele din Ostropol, un fel de Păcală sau Balakir al evreilor din vestul și sudul Ucrainei. de asemenea Trufaldino în „Slugă la doi stăpâni” de Goldoni, alte roluri în piesele „Zile de aur (”Yamim shel zahav) de Shlomo Shva (1965),„Cercul de cretă caucazian” de Bertolt Brecht, „Andora” de Max Frisch, „Opera de trei parale” de Brecht, „Sinucigașul” de Nikolai Erdman etc. În concedii fără plată luate de la Teatrul din Haifa, Bodo a jucat în producții comerciale de succes, precum „Fișke șchiopul” (după un roman de Mendele Moher Sfarim), la Teatrul „Hasdera”, Moișe Ventilator la „Teatron Haamamí” (Teatrul popular) (director:Avraham Pashanel), la Teatrul Lilakh -„Nebun pe acoperiș”, „Un israelian in America” de Eli Saggi și showul monolog „Votați-l pe Bodo”, cu cântece de Efi Netzer pe texte de Dan Almagor, și care a numărat 400 de reprezentații.În anul 1967 Bodo a scos un album cu versiuni in limba romana a unor  cântece ebraice de succes, sub titlul „Cu Bodo la gramofon”.
La invitația Teatrului Național Habima din Tel Aviv Bodo a luat parte la „Spectacolul Pantofarilor” care a însoțit inaugurarea marii săli renovate a Teatrului.

### În idiș
În 1975 Bodo a părăsit  Teatrul municipal din Haifa pentru a conduce vreme de 15 ani o trupă de teatru proprie dedicată spectacolelor în limba idiș, cu care a făcut turnee prin Israel și în străinătate. La sfârșitul anilor 1970 a editat un disc de cântece în limba idiș intitulat „Idișkeit”.
În anul 1992 s-a alăturat trupei noului teatru în limba idiș înființat la Tel Aviv - Idișpil.
Bodo a jucat în majoritatea producțiilor acestui teatru, de exemplu în „Vrăjitoarea” de Avraham Goldfaden, „Leizerke Roitșvanț” (după romanul rus al lui Ilya Ehrenburg în adaptarea lui Maciej Wojtyszko, „Herșele Ostropoler”, „Visul lui Goldfaden”, „Peripețiile lui Beniamin al III-lea”, „Gebirtig”, Tinerii de aur de Neil Simon (cu care a fost candidat la actorul cel mai bun al anului la Concursul anual Ofir), „Dzigan și Szumacher”, muzicalul „Cantorul din Vilna” de Osip Dymov, „„Ultima iubire” după o nuvelă de Isaac Bashevis Singer, spectacolul monolog „Alein iz di neșume rein” („Doar sufletul este curat”), un pot-pourri de umor evreiesc, „Medic fără voie”, după Molière, „Blidul de lemn” de Edmund Morris etc. Cu Anat Atzmon a realizat spectacolul „Tzu zingen un tzu lachen” (Să cânți și să râzi).
În anul 2009, în cadrul Festivalului Teatronetto din Jaffa, Bodo a interpretat monologul „Lanski în idiș”

### Activitatea în cinema și la televiziune

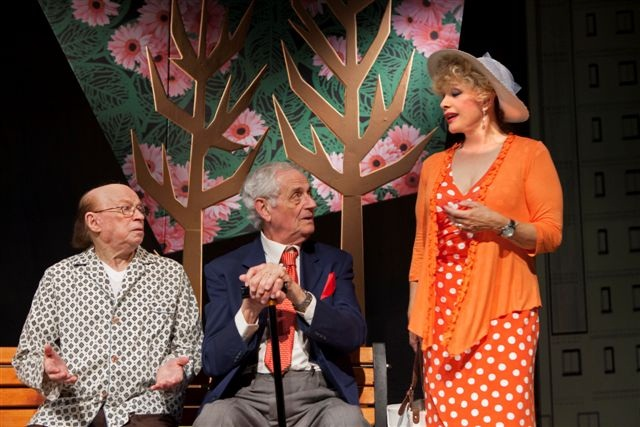
Yaakov Bodo (stânga), alături de Ilan Dar și Monica Vardimon în piesa „Bancheta de aur” de Ron Clark, la Teatrul Idișpil din Tel Aviv, mai 2012

Bodo a luat parte la 14 filme israeliene. În 1964 Bodo a jucat în filmul de succes al lui Ephraim Kishon, „Salah Shabati”, alături de Haim Topol, Gila Almagor, Zaharira Harifai, Shaike Levi și Arik Einstein. Filmul era adaptarea pentru cinema a piesei cu acelaș nume a lui Kishon, redând o imagine satirică a  dificultăților întâmpinate de familiile de imigranți evrei din Africa de nord în Israelul recent întemeiat sub conducerea dominată de evrei așkenazi, originari în mare parte din Europa de est.
În 1966 Bodo a jucat în comedia cinematografică „Moișe Ventilator”, în regia lui Uri Zohar,  alături de Shaike Ofir și Hagashash Ha'iver. 
În 1967 el a jucat într-un alt film al lui Kishon, „Ervinka”, alături de Haim Topol.  
Bodo a mai participat și la filmele „Hashual belul hatarnegolot” („Vulpea în cotețul de găini” după un roman de Kishon și în regia scriitorului), „Nahche și generalul” in regia lui George Ovadia, „Milionar în încurcătură” în regia lui Yoel Zilber, „Margo sheli” (Margo a mea),„Dacă ți se dă,ia! (film israelian în limba idiș), „Hamesh-hamesh” („Five Five”) , „Miracol în sat”, „Gey Oni”, „Numai sâmbăta nu” , „Af milá leMorgenstern” („Nici o vorbă lui Morgenstern” după un muzical de Kishon), „Iris” etc
Bodo a mai participat la producții de cinema străine „Bye Bye America”, „Întoarcere din infern”, „Numai nu sâmbăta” (Germania) și în serialele de televiziune israeliene „Hamis'adá hagdolá” (Restaurantul cel mare), „Shemesh”, „Isurey Efraim” (Chinurile lui Efraim), „Amicii lui Naor” (Hahaverim shel Naor, unde a jucat propriul său personaj)  în programele pentru copii „Hayeladim mshhunat Haim” (Copiii din cartierul Haim), Strada Sesam (Rehov Sumsum), Parpar Nehmad (Fluture drăguț), emisiunea de satiră „Comedy Store” etc. În 2014 a participat la serialul „70 milioane de motive de bogăție” (Shiv'im milion sibot laosher).

## În viața particulară
Bodo a fost căsătorit cu Esther (decedată în 2014) care a fost și impresara sa, și pe care a cunoscut-o în localitatea Afula, în care și-a început viața în Israel.
Ei au trei copii și cinci nepoți.

## Premii și distincții
- cetățean de onoare al orașului Tel Aviv
- 2009 - Premiul Meir Margalit pentru întreaga sa activitate teatrală
- 1999 - Premiul Edith și Israel Polak
- 2000 - Premiul Fondului Lerner pentru limba idiș